# 5664 Eugster
Az 5664 Eugster (ideiglenes jelöléssel 1981 EX43) a Naprendszer kisbolygóövében található aszteroida. Schelte J. Bus fedezte fel 1981. március 6-án.